# Давид ди Донателло 1957
2-я церемония вручения наград премии «Давид ди Донателло» состоялась 3 августа 1957 года в Театре в Тавромении.

## Номинанты и победители

### Лучший режиссёр
- Федерико Феллини — Ночи Кабирии

### Лучший продюсер
- Дино Де Лаурентис — Ночи Кабирии (ex aequo)
- Renato Gualino — L’impero del sole (ex aequo)

### Лучшая иностранная актриса
- Ингрид Бергман — Анастасия

### Лучший иностранный актёр
- Лоренс Оливье — Ричард III

### Лучший иностранный продюсер
- Джек Уорнер — Гигант (ex aequo)
- Лоренс Оливье — Ричард III (ex aequo)

### Targa d’oro
- Альберто Анчиллотто
- Альберто Латтуада

### Targa d’argento
- Витторио Де Сета

### David d’argento
- Антонио Петруччи